# Yana Belomoina
Yana Belomoina ou Yana Belomoyna, née le 2 novembre 1992 à Loutsk, est une cycliste ukrainienne spécialiste de VTT cross-country. Elle termine 13e de l'épreuve olympique 2012.

## Palmarès en VTT

### Jeux olympiques
- Tokyo 2020
  - 8e du cross-country

### Championnats du monde
- Beaupré 2010
  -  Médaillée d'argent du cross-country juniors
- Champéry 2011
  - 6e du cross-country espoirs
- Saalfelden-Leogang 2012
  -  Médaillée d'argent du cross-country espoirs
- Pietermaritzburg 2013
  -  Médaillée de bronze du cross-country espoirs
- Vallnord 2015
  -  Médaillée de bronze du cross-country

### Coupe du monde
- Coupe du monde de cross-country espoirs (2)
  - 2011 : 5e du classement général, vainqueur de deux manches
  - 2012 : 1re du classement général, vainqueur de deux manches
  - 2013 : 2e du classement général, vainqueur de deux manches
  - 2014 : 1re du classement général, vainqueur d'une manche

- Coupe du monde de cross-country (1)
  - 2015 : 14e du classement général
  - 2016 : 11e du classement général
  - 2017 : 1re du classement général, vainqueur de trois manches
  - 2018 : 12e du classement général
  - 2019 : 12e du classement général
  - 2021 : 24e du classement général
  - 2022 : 24e du classement général
  - 2023 : 34e du classement général
  - 2024 : 36e du classement général

- Coupe du monde de cross-country short track
  - 2022 : 36e du classement général
  - 2023 : 42e du classement général
  - 2024 : 51e du classement général

### Championnats d'Europe
- Darfo Boario Terme 2017 
  -  Championne d'Europe de cross-country
- Brno 2019
  -  Médaillée d'argent du cross-country
- 2020
  -  Médaillée de bronze du cross-country

### Championnats d'Ukraine
- Championne d'Ukraine de cross-country : 2012